# Денисенко Сергій Михайлович
Сергій Михайлович Денисе́нко (нар. 1 червня 1954, Васильків) — український майстер художньої кераміки; член Спілки майстрів народного мистецтва України з 1991 року та Спілки художників України з 1994 року. Заслужений майстер народної творчості України з 2015 року.

## Біографія
Народився 1 червня 1954 року в місті Василькові Київської області (нині Україна). Син художника-кераміста Михайла Денисенка. 1981 року закінчив Львівський інститут прикладного та декоративного мистецтва, де навчався у Данила Довбошинського, Карло Звіринського. Дипломна робота — декоративні пласти до 1500-річчя Києва (керівник Тарас Янко, оцінка — відмінно).
З 1983 року працював на Васильківському майоліковому заводі, завідував лаболаторією; з 1989 по 2004 рік обіймав посаду головного художника. Мешкав у Василькові в будинку на вулиці Карла Лібкнехта, № 83.

## Творчість
Створює декоративні тарелі, композиції, пласти. Серед робіт:
- декоративні тарелі «Ранок» (1983), «Весна», «Джерело», триптих «Пробудження» (усі — 1985), «Дивоцвіт» (1986), «Подих вітру» (1987), «Господар лісу» (1991), «Квіти» (2004), «Акт творення. День перший» (шамотна маса, розпис кольоровими ангобами, покриття прозорою поливою), «Спалах», «Берегиня» (усі — 2006);
- набір «Багряний» (1987);
- композиції «Вітряк» (1990), «Млин» (2000).

Учасник обласних і всеукраїнських виставок народного мистецтва, етнографічних свят з 1982 року. Персональні виставки відбулися у Києві у 1994—1996 роках.
Вироби майстра зберігаються у Національному музеї історії України, Національному музеї-заповіднику українського гончарства в смт Опішному, Національному музеї українського народного декоративного мистецтва.